# Dasypogon costalis
Dasypogon costalis är en tvåvingeart som beskrevs av Lynch Arribalzaga 1880. Dasypogon costalis ingår i släktet Dasypogon och familjen rovflugor. Inga underarter finns listade i Catalogue of Life.